# Havank (schrijver)
Havank, pseudoniem van Hendrikus Frederikus (Hans) van der Kallen (Leeuwarden, 19 februari 1904 – aldaar, 22 juni 1964), was een Nederlands schrijver.

## Levensloop
Havank had al vroeg de ambitie schrijver te worden. De boekdrukker Charles Nypels 
in Maastricht raadde hem (een Fries) omstreeks 1932 aan zijn heil in Amsterdam te zoeken en daar contact te leggen met andere schrijvers en kunstenaars. In Amsterdam schreef Havank zijn eerste boek, Het mysterie van St. Eustache, dat hij in 1934 aanbood aan de Utrechtse uitgever Bruna, die het in eerste instantie terugzond, maar in 1935, na het overlijden van zijn auteur Ivans (Jakob van Schevichaven), alsnog wilde uitgeven. Anton van Duinkerken deed hem het pseudoniem Havank aan de hand, naar analogie van dat van Ivans. (H van K werd Havank).
Het was het begin van een lange samenwerking met uitgever Bruna, voor wie hij dertig populaire misdaadromans zou schrijven, meestal met als hoofdpersoon de Franse politie-inspecteur Charles C.M. Carlier, bijgenaamd De Schaduw. In de eerste zeven of acht boeken is commissaris Bruno Silvère van de Parijse Sûreté Nationale nog de belangrijkste figuur, maar de rol van De Schaduw wordt vrij snel belangrijker. Vanaf Hoofden op hol (1939) neemt De Schaduw de hoofdrol over, en de uitgever wijzigde twee boeken later de titel van de reeks van "Silvère-serie" in "Schaduw-reeks". De vroege romans lijken nog beïnvloed door Edgar Wallace. Voor Bruna vertaalde Havank een kleine veertig The Saint-boeken van Leslie Charteris en andere misdaadromans, o.a. van R.A.J. Walling, E. Phillips Oppenheim, Raymond Chandler en Sydney Horler. Ook vertaalde hij onder eigen naam twee Franse romans, van Christine Arnothy en Eveline Mahyère. In de jaren 1930 vertaalde hij voor de krant Het Vaderland het feuilleton De laatste held van Leslie Charteris. Rond 1980 begon de belangstelling voor zijn schrijverswerk te tanen.

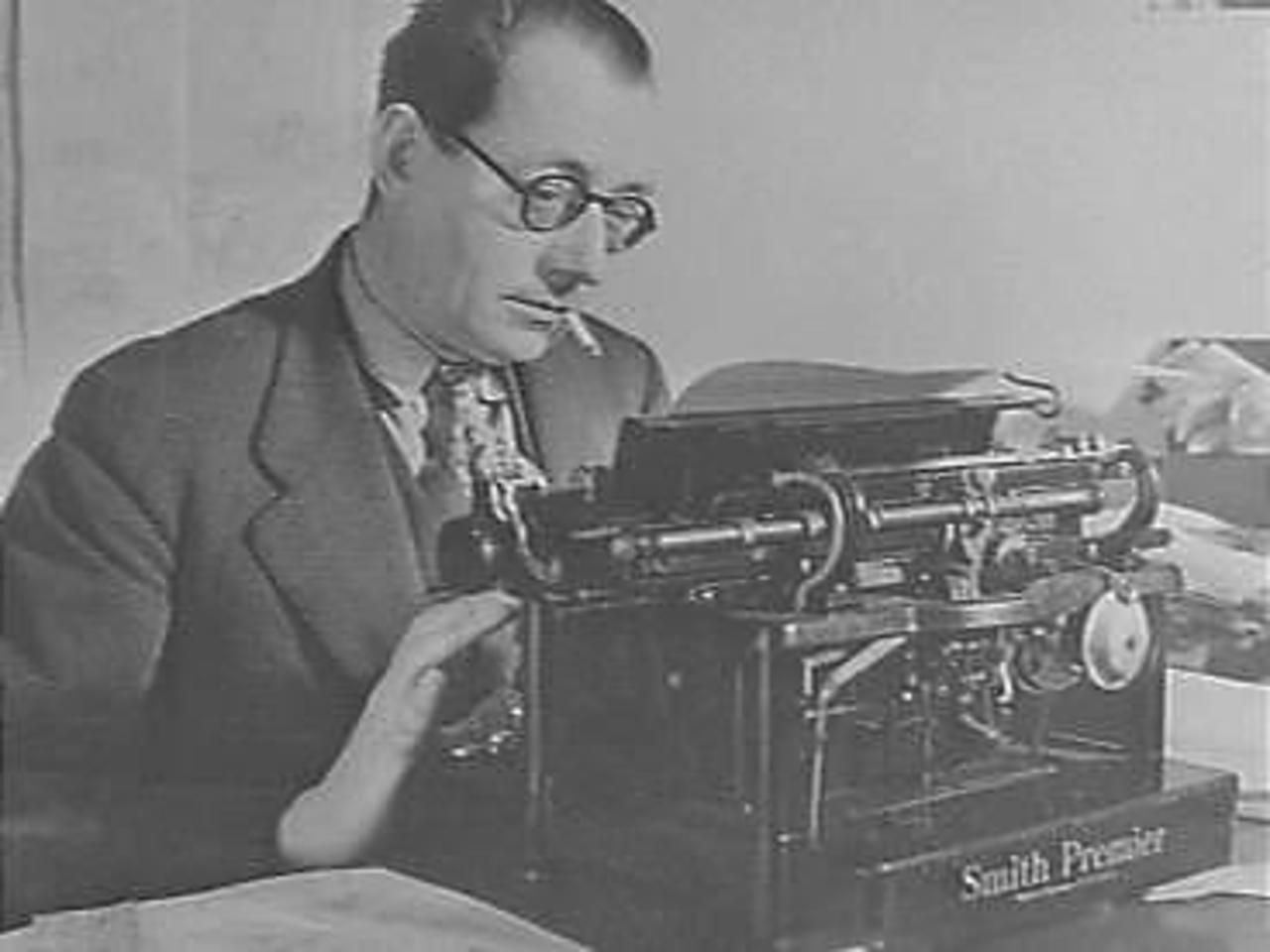
Van der Kallen in Londen
(Vrij Nederland, 1944)

Alle romans en veel van zijn vertalingen werden als pockets in de Zwarte Beertjes-reeks van uitgeverij A.W. Bruna & Zn uitgegeven met door Dick Bruna verzorgde omslagen. Bij zijn overlijden werd het aantal van zijn verkochte boeken geschat op meer dan zes miljoen. 
Havank heeft een ietwat zwervend bestaan geleid. In Nederland woonde hij in verschillende plaatsen. Voor de oorlog verbleef hij een tijdlang in Parijs. Vanuit Frankrijk zond hij in het voorjaar van 1940 zijn nieuwe roman De Schaduw grijpt in naar Bruna. De uitgever, beducht voor inbeslagname door de bezetter, schrapte voordat het manuscript naar de drukker ging elk anti-Duits element. In 1949 zou het boek voor het eerst in zijn oorspronkelijke opzet verschijnen, maar in de Zwarte Beertjes-reeks herdrukte Bruna toch weer de "Deutschfreundliche" variant.
In 1942 wist Havank via Portugal te ontkomen naar Londen, waar hij Cynthia Vickers (1907-1986) leerde kennen, met wie hij na de Tweede Wereldoorlog in 1946 trouwde. Na een korte periode in Heemstede vertrok het paar naar Cagnes-sur-Mer in Frankrijk. Later woonden zij nog op het Spaanse eiland Mallorca, in Palma de Mallorca. Het huwelijk verliep slecht en Cynthia ging in 1955 definitief terug naar Londen. In 1957, na in een Utrechts ziekenhuis hersteld te zijn van een ongelukkige valpartij op Mallorca, vestigde Havank zich in Zuid-Engeland. Hij scheidde niet van Cynthia en ondanks de mindere relatie hadden zij regelmatig contact. Havank keerde in 1963 terug naar Leeuwarden, waar hij een kamer betrok in het – later afgebroken – Hotel Amicitia, dat op enkele tientallen meters van zijn geboortehuis lag. Havank overleed op zijn hotelkamer in Amicitia in de late namiddag van 22 juni 1964. Op 26 juni werd hij begraven op de katholieke begraafplaats aan de Harlingerstraatweg.

## Typering
Havank citeerde in zijn boeken regelmatig uit de Bijbel, maar was daarnaast ook zeer belezen in de Nederlandse, Engelse, Franse en Duitse literatuur, waarvan de invloeden door zijn hele werk heen zichtbaar blijven. Volgens zijn biograaf J.P.M. Passage was hij "als kind van zijn tijd en van de gymnasiale cultuur in de jaren twintig en dertig (…) een traditioneel auteur in de beste zin van het woord: zijn werk weerspiegelt de West-Europese beschaving en het tijdloze belang ervan, zoals de ontwikkelde individualist in zijn milieu dat zag."

## Herinnering
Zijn graf, dat lang zonder steen is gebleven, wordt beheerd door de Stichting Mateor, waarvan de donateurs jaarlijks rond zijn sterfdag in Leeuwarden bijeenkomen en de schrijver een bloemenhulde brengen.
Op de plek waar vroeger aan de Wirdumerdijk 41 zijn geboortehuis stond, is een bronzen gedenkplaat aangebracht, die werd gemaakt door de Leeuwarder beeldhouwer Ben van der Geest. In de Reigerstraat, ook in Leeuwarden, herinnert aan de schrijver een vignet van de Schaduw, naar ontwerp van Dick Bruna. In het door Havank/Hans van der Kallen veel bezochte Dekemastate in Jelsum staat een vitrine met een permanente expositie van zijn boeken. Sinds maart 2009 is zijn portret afgebeeld op een van de plafondplaten die de entree van het Leeuwarder stadhuis sieren. In de gemeente Leeuwarden is het Havankpark naar hem vernoemd en in Amsterdam de Havankbrug.

## Werken
De Havank-serie:
1. Het mysterie van St. Eustache - 1935
2. Het raadsel van de drie gestalten - 1936
3. Het spookslot aan de Loire - 1936
4. Het probleem van de twee hulzen - 1937
5. De man uit de verte - 1937
6. De N.V. Mateor - 1938
7. Er klopt iets niet - 1938
8. Vier vreemde vrienden - 1939
9. Hoofden op hol - 1939 (Duitse vertaling  Kopflose Menschen - 1941)
10. Polka mazurka - 1939 (Duitse vertaling Polka Mazurka - 1940)
11. De Schaduw grijpt in - 1940
12. De Cycloop - 1941 (Noch met Silvère noch met Carlier)
13. De Schaduw contra de drie dartele doodgravers - 1943
14. De Schaduw is terug - 1946
15. Lijk halfstok - 1948 (als stripverhaal - 1972)
16. In memoriam de Schaduw - 1948 (als stripverhaal - 1972)
17. De versierde bedstee - 1949
18. "Schaduw ... waarom?" - 1949
19. De weduwe in de wilgen - 1950
20. Deurwaardersdelirium - 1950
21. Het geheim van de zevende sleutel - 1951
22. De verkavelde bruidegom - 1952
23. De zwarte Pontifex - 1952
24. Havank-omnibus - 1953
25. Circus Mikkenie - 1953
26. Spaanse pepers - 1954
27. Dodemans dollars - 1955
28. De Schaduw & Co - 1957
29. Vier Schaduwen en één Spook - 1959
30. Caviaar en cocaïne - 1959

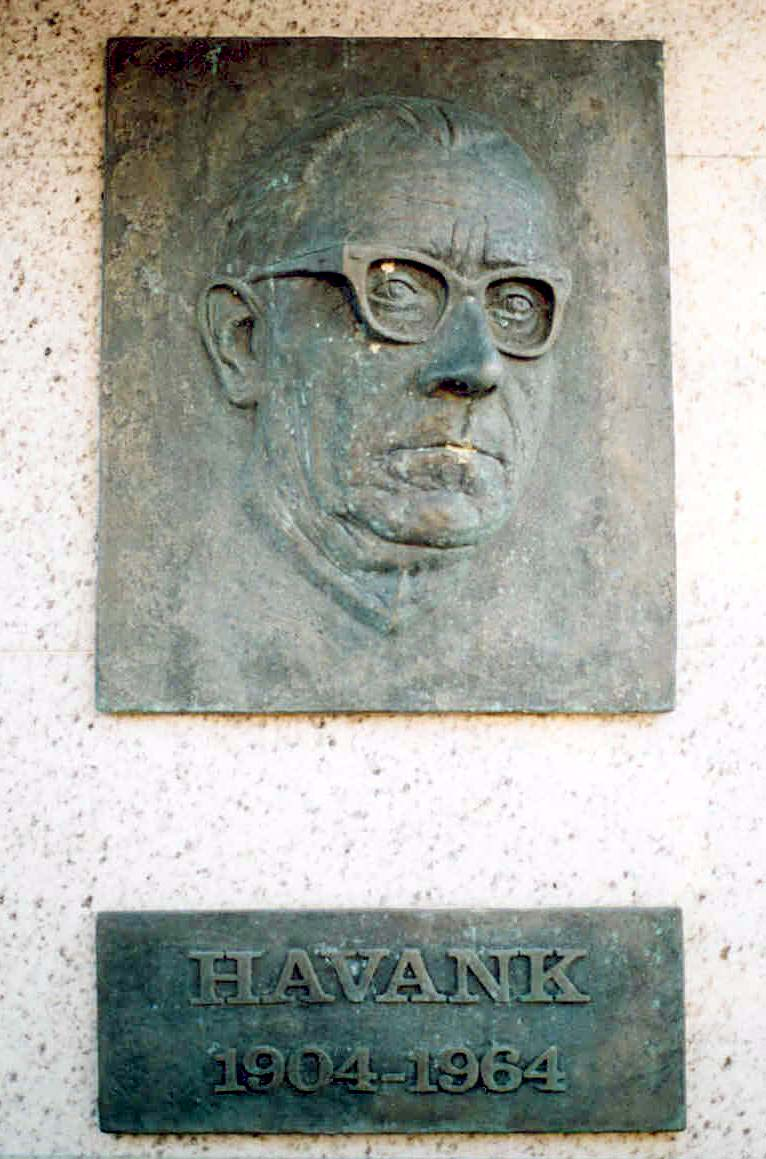
Sculptuur door Ben van der Geest (1996)

In december 1964 werd Menuet te Middernacht uitgebracht, waarvan het manuscript was voltooid door de journalist Pieter Terpstra, aan wie Havank het verhaal had verteld. Terpstra voltooide daarna nog twee in Havanks nalatenschap gevonden incomplete manuscripten: De Erven Mateor en Mysterie op Mallorca, die in 1965 resp. 1966 verschenen.
Hierna vervolgde hij de reeks onder de naam Havank + Terpstra met nog 21 andere romans, waarvan de laatste in 1985 uitkwam.
Op 22 oktober 2008 verscheen ter gelegenheid van de 140ste verjaardag van de Uitgeverij Bruna als 55ste Schaduw-roman Caribisch complot, geschreven door Tomas Ross, onder de gezamenlijke schrijversnaam Havank Ross,
die hij ook gebruikte voor de sindsdien verschenen Schaduwromans
- Het mysterie van de Nachtwacht (2010)
- De Schaduw en het mysterie van de Denker (2011) - een uitgave van het Singer Museum te Laren
- De Schaduw contra de Schorpioen (2011)

Na Havanks dood verschenen nog een verzamelbundel met drie eerder
gepubliceerde verhalen, Mary Christmas (1976), De zilveren hazewind (1984) (een door J.P.M. Passage gereconstrueerde versie van de misdaadroman De Cycloop (1941), nu wel met de personages van Silvère en Carlier) en een bundeling van twee eerder afzonderlijk verschenen romans Lijk halfstok / Polka Mazurka (2003).
Havank heeft ook twee bundels samengesteld met door hem bewerkte verhalen van anderen: Griezelverhalen (1957) en Griezelverhalen uit Japan (1961).

## Hoorspelen en strips
Van een zestal romans is door de NCRV een hoorspelbewerking gemaakt:
- Hoofden op hol (uitgezonden okt/nov 1968, herhaald maart/april 1971)
- Er klopt iets niet (uitgezonden nov/dec 1968, herhaald april/mei 1971)
- Menuet te middernacht (uitgezonden augustus 1973)
- Deurwaarders delirium (uitgezonden aug/sept 1974)
- Circus Mikkenie (uitgezonden oktober 1968, herhaald feb/maart 1971)
- Zes Schaduwen in de sneeuw (uitgezonden juli 1980)

Onder het pseudoniem Danier heeft de Nederlandse tekenaar Daan Jippes een aantal avonturen van De Schaduw tot strip bewerkt. In 2006 is een eerste verhaal, Hoofden op hol in boekvorm verschenen. Dit album is in 2009 in Frankrijk uitgebracht als Casse-tête. In 2009 is een tweede stripalbum verschenen, De Schaduw op de Tast, dat is voorgepubliceerd in stripblad Eppo.

## Trivia
- Naar Havanks romanfiguur De Schaduw werd in 1997 een literaire prijs genoemd, de Schaduwprijs.
- De Nederlandse politie noemde in 1989 haar vingerafdrukkenherkenningssysteem naar de schrijver.
- In 2020 werd er in Amsterdam een brug vernoemd naar de schrijver, de Havankbrug.